# Beggar on a Beach of Gold
Beggar on a Beach of Gold es el cuarto álbum de Mike + The Mechanics, lanzado el 6 de marzo de 1995. Este álbum contiene tres sencillos: el éxito número 12 "Over My Shoulder", el éxito número 33 "A Beggar on a Beach". of Gold", y el éxito número 51 "Another Cup of Coffee". Las tres canciones también llegaron a las listas de Alemania, y "Another Cup of Coffee" también fue popular en Rusia; "Over My Shoulder" tuvo especial éxito en Francia, alcanzando el puesto 9. El álbum fue certificado Oro por el BPI por ventas de 100.000 copias. Adrian Lee actuó en este álbum como músico de sesión luego de su salida de la banda, y este fue el último álbum del baterista Peter Van Hooke como miembro oficial de la banda, ya que dejó la banda poco después del lanzamiento del álbum.

## Lista de canciones
| N.º | Título                                                                        | Duración |  |
| 1.  | «A Beggar on a Beach of Gold»                                                 | 4:35     |  |
| 2.  | «Another Cup of Coffee»                                                       | 4:42     |  |
| 3.  | «You've Really Got a Hold on Me» (Cover de The Miracles)                      | 3:29     |  |
| 4.  | «Mea Culpa»                                                                   | 6:20     |  |
| 5.  | «Over My Shoulder»                                                            | 3:37     |  |
| 6.  | «Someone Always Hates Someone»                                                | 3:42     |  |
| 7.  | «The Ghost of Sex and You»                                                    | 6:24     |  |
| 8.  | «Web of Lies»                                                                 | 5:38     |  |
| 9.  | «Plain and Simple»                                                            | 3:59     |  |
| 10. | «Something to Believe In»                                                     | 4:18     |  |
| 11. | «A House of Many Rooms»                                                       | 5:39     |  |
| 12. | «I Believe (When I Fall in Love It Will Be Forever)» (Cover de Stevie Wonder) | 3:11     |  |
| 13. | «Going, Going... Home»                                                        | 4:30     |  |